# Paris Gare d’Austerlitz

Párizs pályaudvarai és célállomásai

A Paris Gare d’Austerlitz egy vasúti fejpályaudvar Franciaországban, Párizsban. Az állomás 1840. szeptember 20-án nyílt meg, Pierre-Louis Renaud tervei alapján. A pályaudvarról vonatok indulnak Franciaország különböző részeibe és korábban innen indultak a nemzetközi hálóvonatok is Spanyolországba.

## Járatok
| Vonatnem     | Kategória   | Útvonal | Vonat típus                   | Jegyzetek                          |
| ------------ | ----------- | --- | ----------------------------- | ---------------------------------- |
| Corail Lunéa | Night train | Paris-Austerlitz - Les Aubrais-Orléans - Vierzon - Limoges-Bénédictins - Castelnaudary - Carcassonne - Lézignan-Corbières - Narbonne - Perpignan - Elne - Argelès-sur-Mer - Collioure - Port-Vendres - Banyuls-sur-Mer - Cerbère - Portbou                                |                               |                                    |
| Corail Lunéa | Night train | Paris-Austerlitz - Les Aubrais-Orléans - Saint-Denis-lès-Martel - Rocamadour-Padirac - Gramat - Assier - Figeac - Capdenac - Viviez-Decazeville - Aubin - Cransac - Saint-Christophe - Rodez - Carmaux - Albi-Madeleine - Albi                                            |                               | Csak hétvégén és szabadságok alatt |
| Téoz         | Intercity   | Paris-Austerlitz - Limoges-Bénédictins - Brive-la-Gaillarde - Souillac - Gourdon - Cahors - Caussade - Montauban - Toulouse-Matabiau - Castelnaudary - Carcassonne - Narbonne - Perpignan - Elne - Argelès-sur-Mer - Collioure - Port-Vendres - Banyuls-sur-Mer - Cerbère |                               |                                    |
| Téoz         | Intercity   | Paris-Austerlitz - Les Aubrais-Orléans - Châteauroux - La Souterraine - Limoges-Bénédictins - Uzerche - Brive-la-Gaillarde - Souillac - Gourdon - Cahors - Montauban - Toulouse-Matabiau                                                                                  |                               |                                    |
| Téoz         | Intercity   | Paris Austerlitz - Vierzon - Issoudun - Châteauroux - Argenton-sur-Creuse - La Souterraine - Limoges-Bénédictins - Uzerche - Brive-la-Gaillarde |                               |                                    |
| Téoz         | Intercity   | Paris Austerlitz - Vierzon - Issoudun - Châteauroux - Argenton-sur-Creuse - La Souterraine - Limoges-Bénédictins |                               |                                    |
| Aqualys      | Intercity   | Paris Austerlitz - Les Aubrais-Orléans - Meung-sur-Loire - Beaugency - Mer - Blois - Onzain - Amboise - Saint-Pierre-des-Corps - Tours |                               |                                    |
| Aqualys      | Intercity   | Paris Austerlitz - Les Aubrais-Orléans - Orléans |                               |                                    |
| Aqualys      | Intercity   | Paris Austerlitz - Les Aubrais-Orléans - Blois |                               |                                    |
| TER Centre   | TER         | Paris-Austerlitz - Étampes - Guillerval - Monnerville - Angerville - Boisseaux - Toury - Château-Gaillard - Artenay - Chevilly - Cercottes - Les Aubrais-Orléans - Orléans                                                                                                | SNCF BB 7200 + Coaching Stock |                                    |
| TER Centre   | TER         | Paris-Austerlitz - Dourdan - Auneau - Voves - Bonneval - Châteaudun - Cloyes-sur-le-Loir - Freteval-Moree - Pezou - Vendôme | X 72500                       |                                    |

## Képek

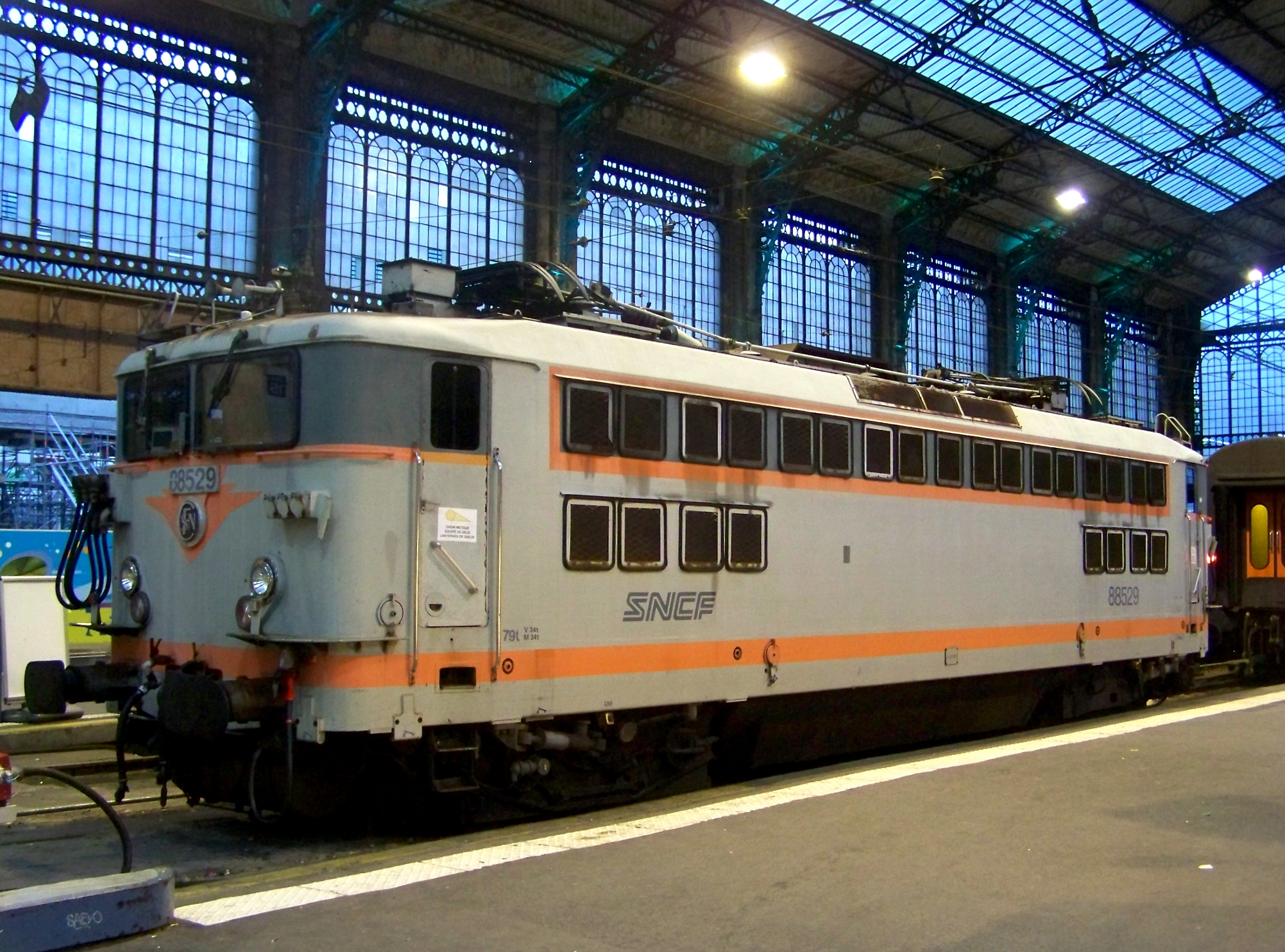
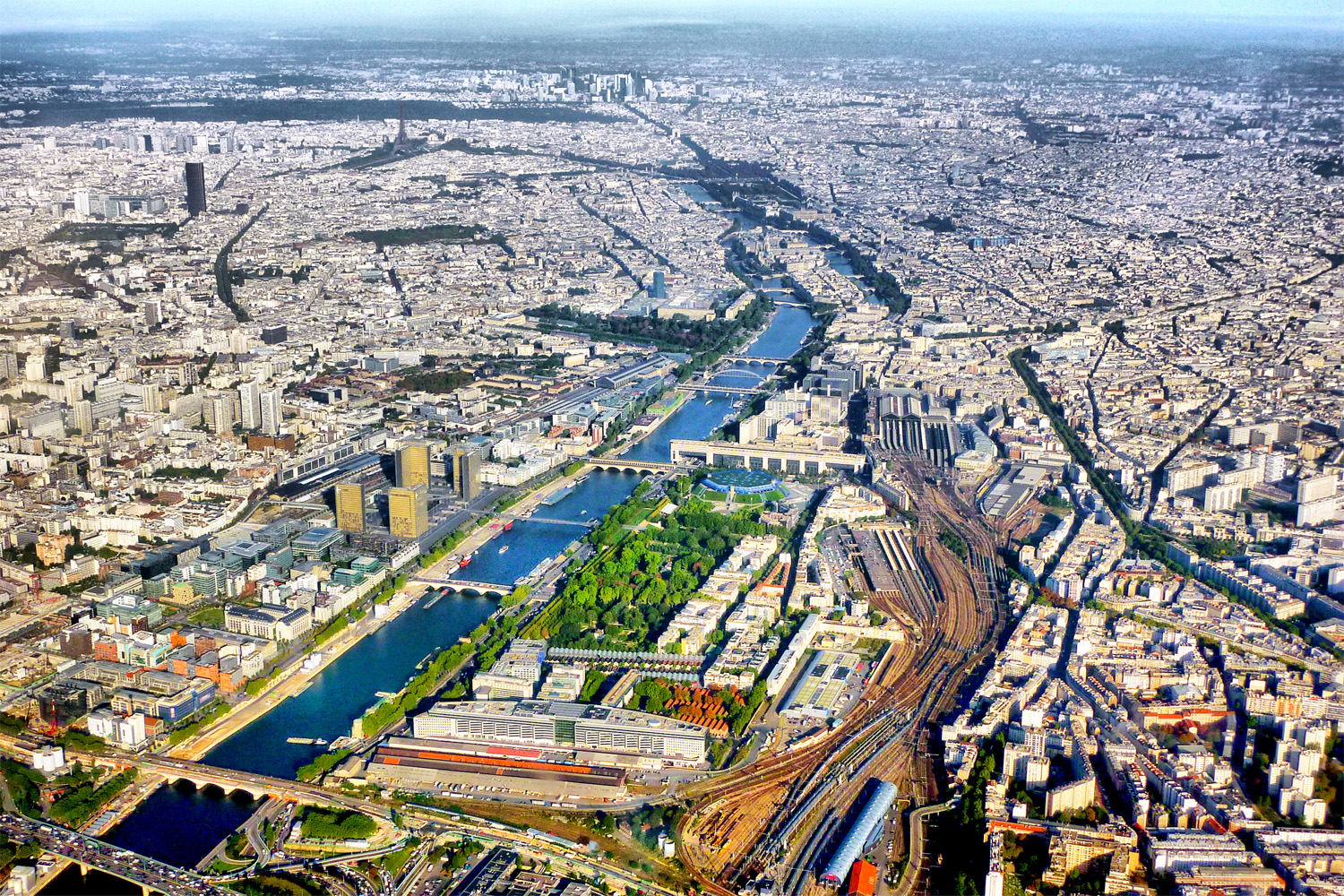
A pályaudvar madártávlatból
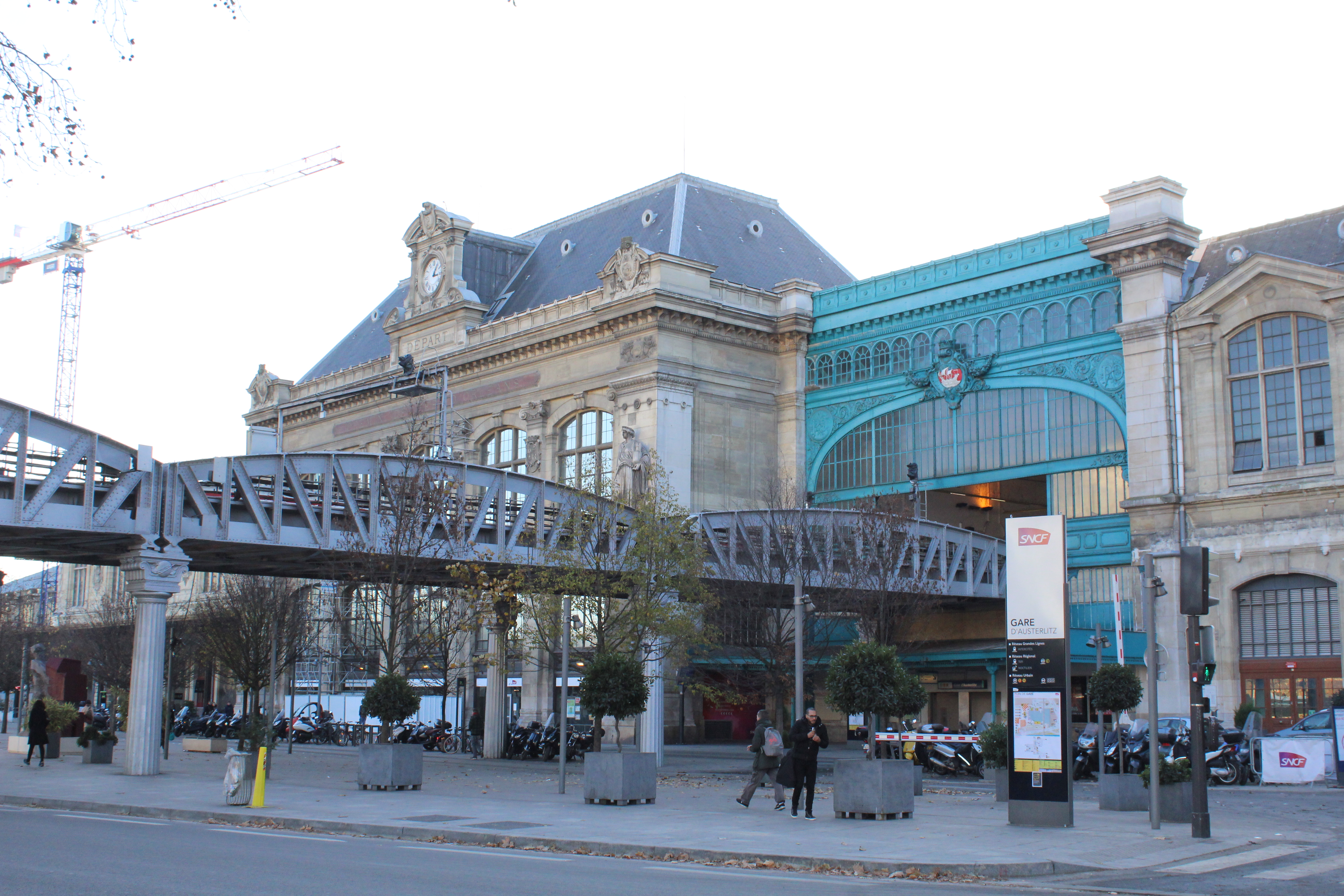
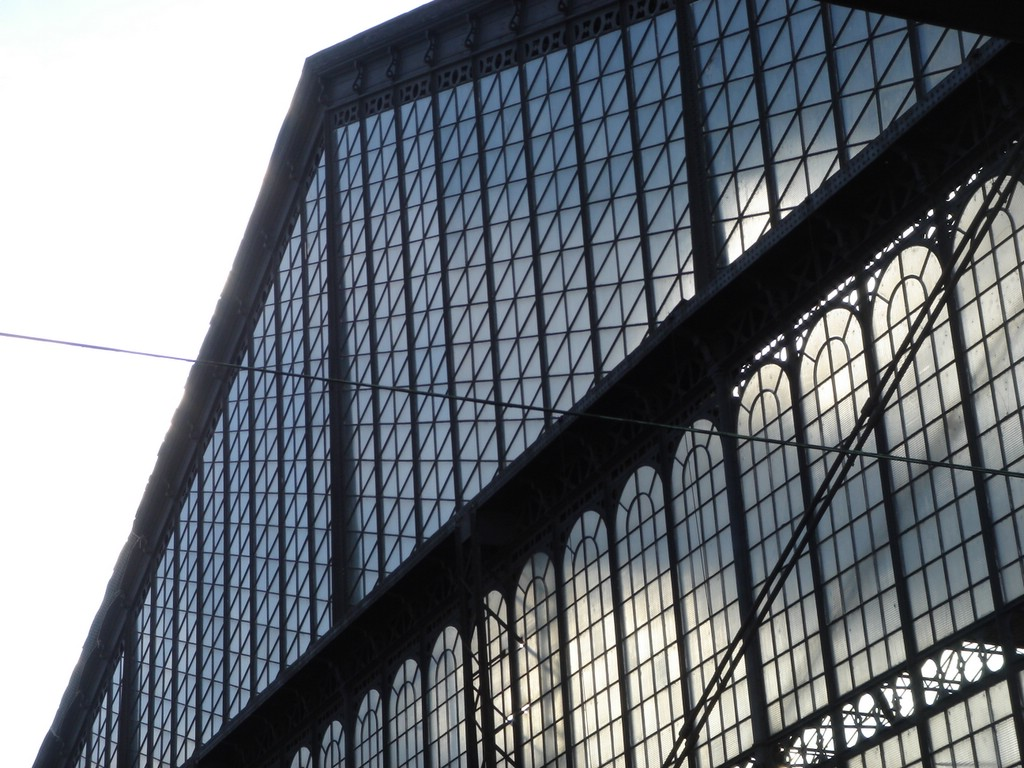
A csarnok homlokzata
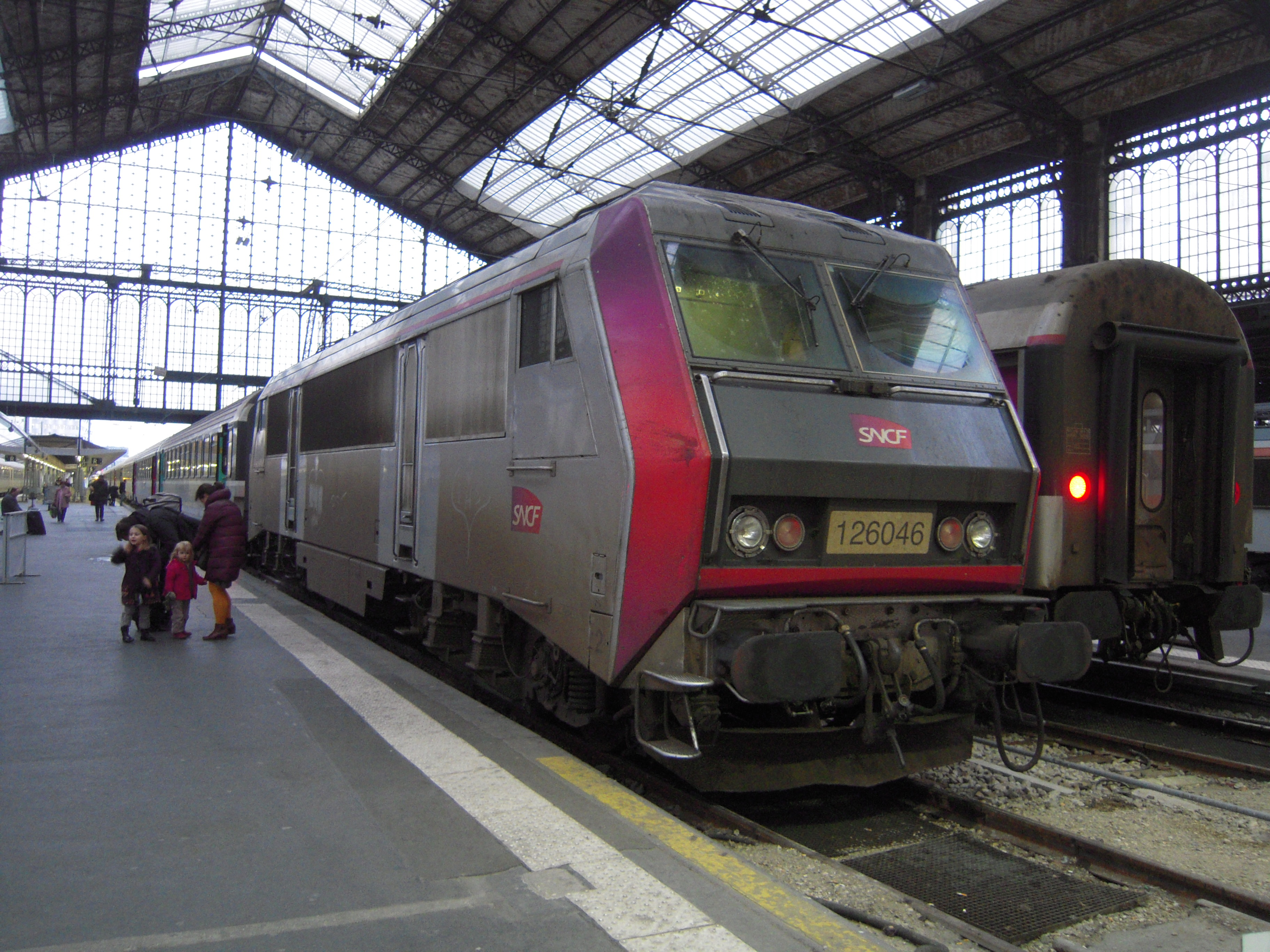
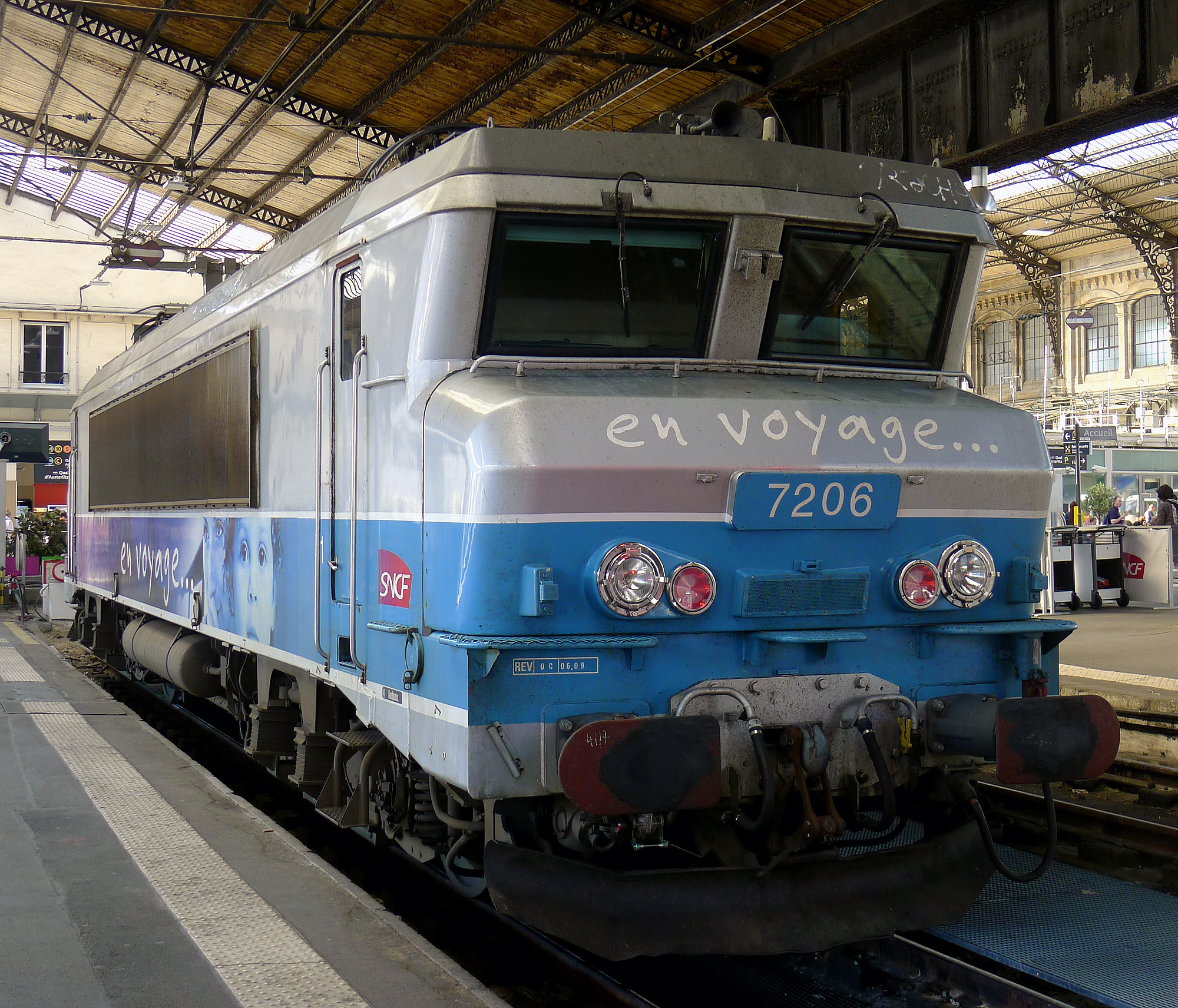
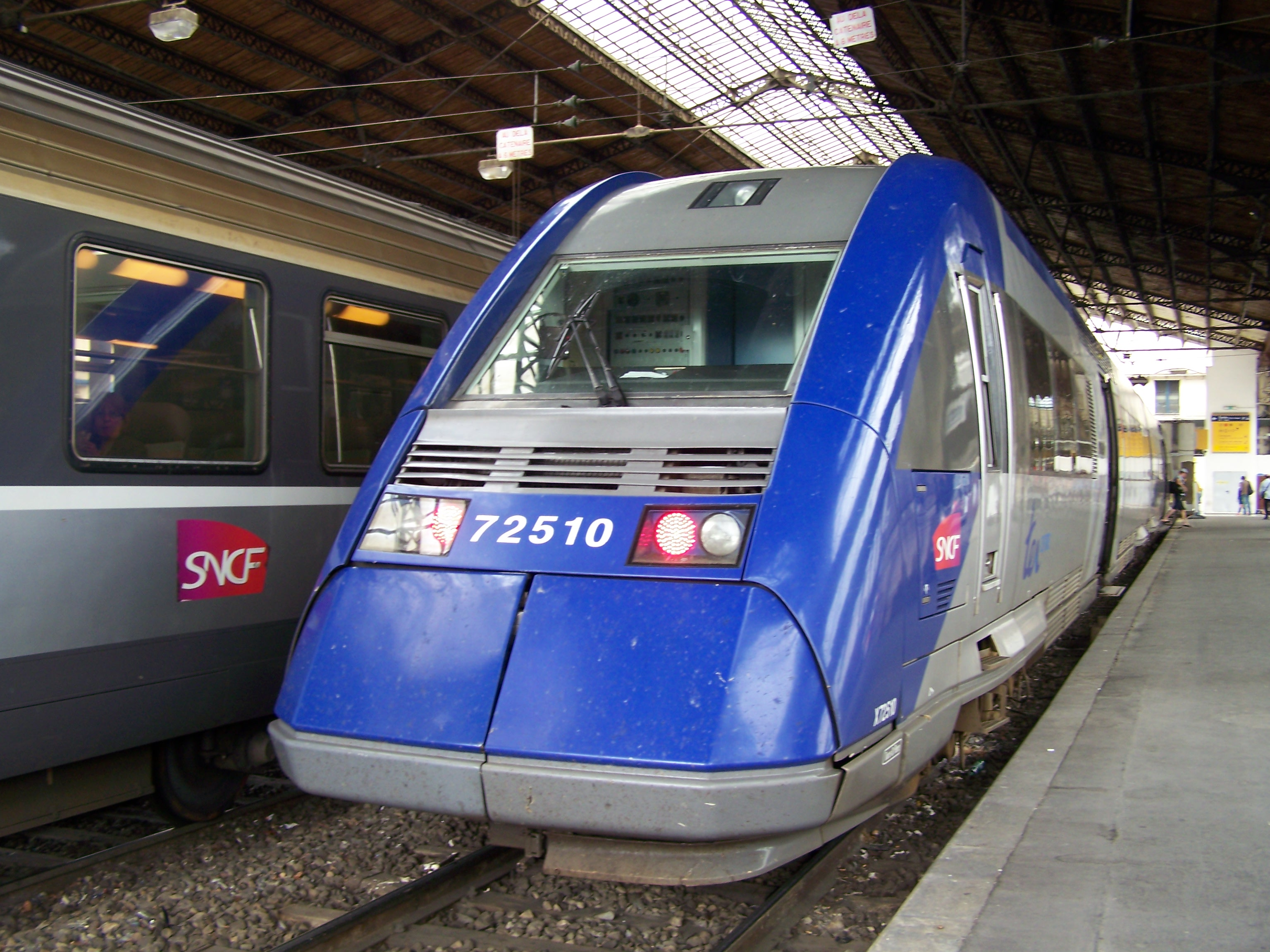
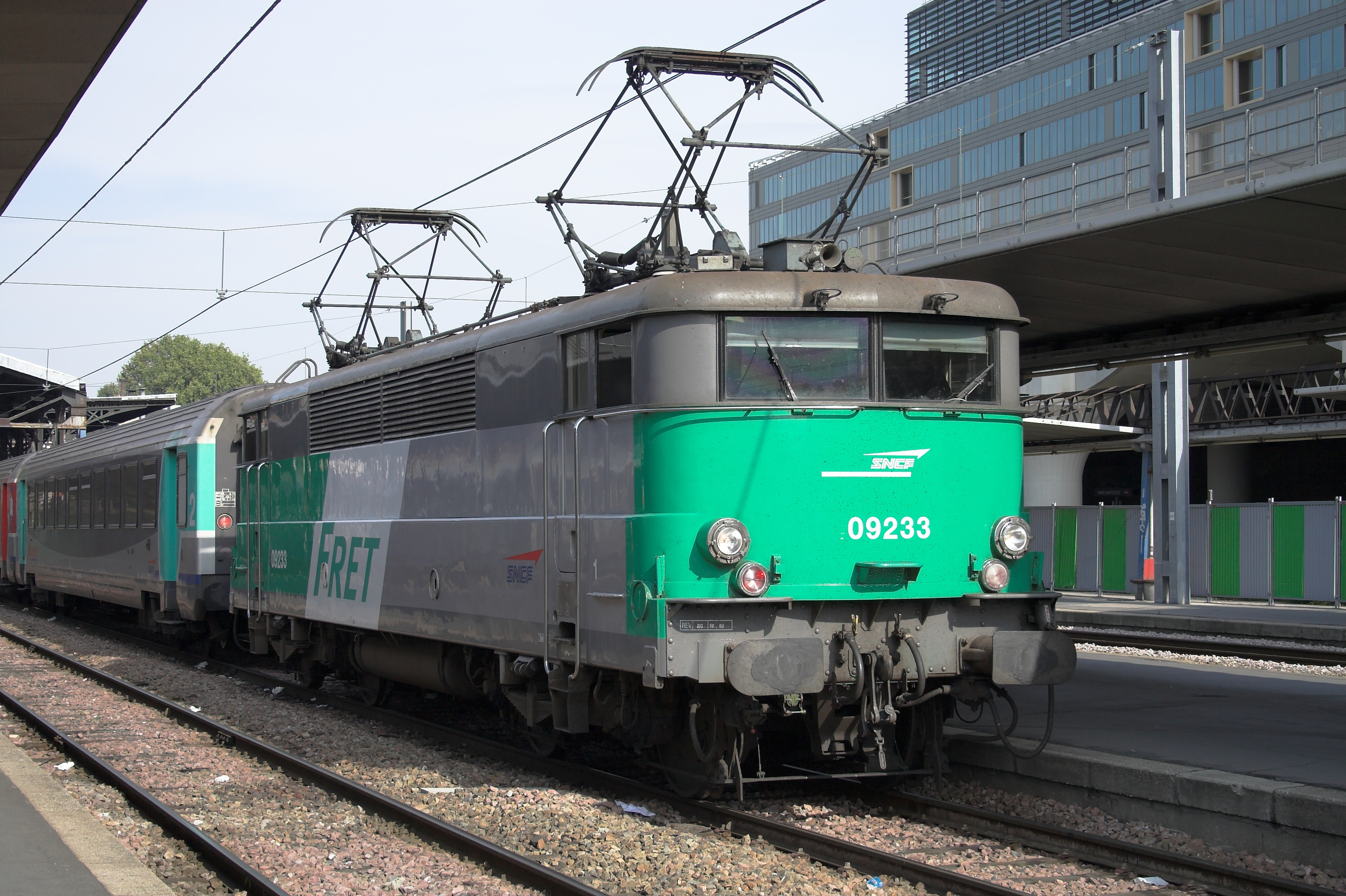
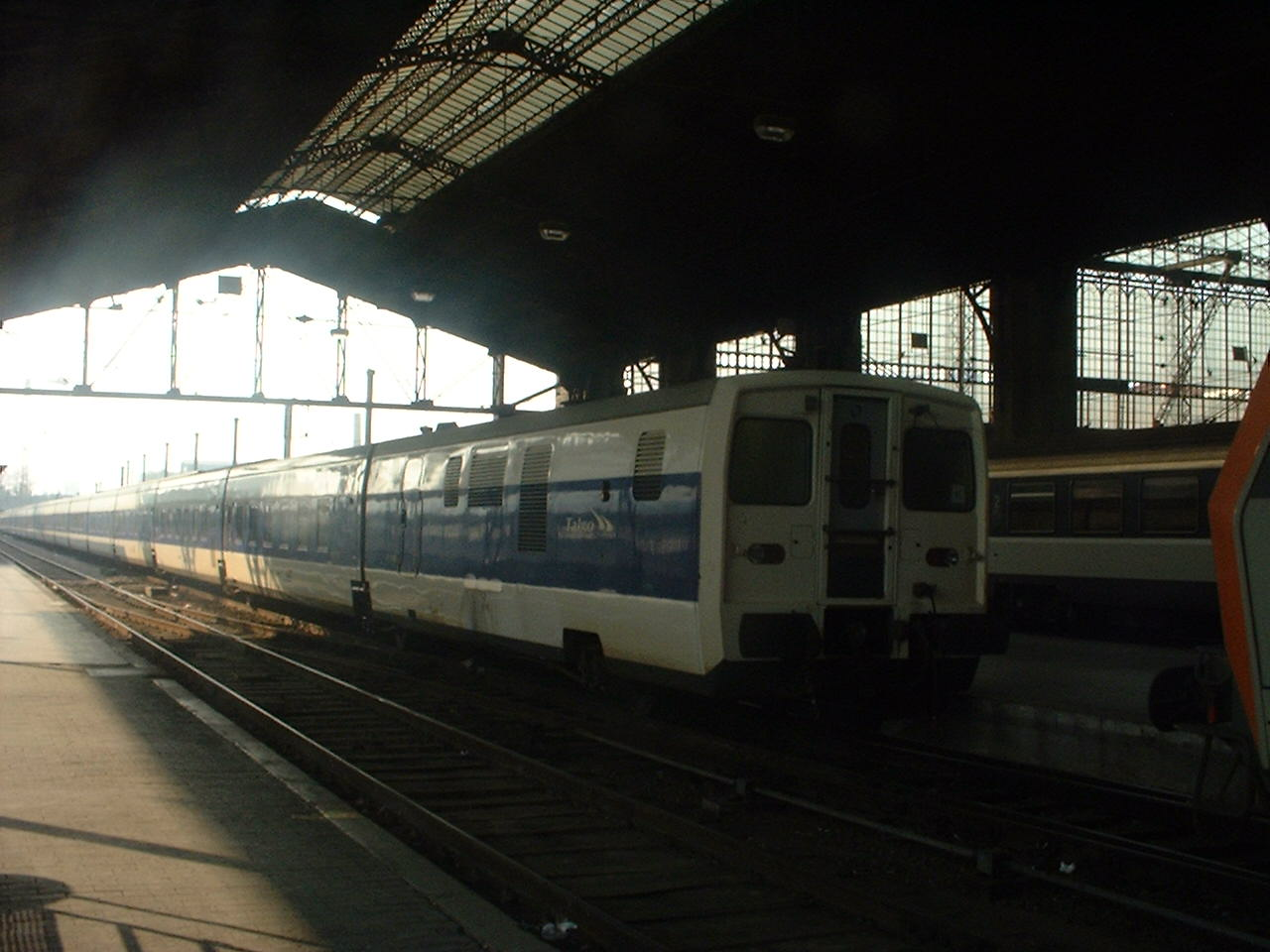
Trenhotel járat Spanyolország felé
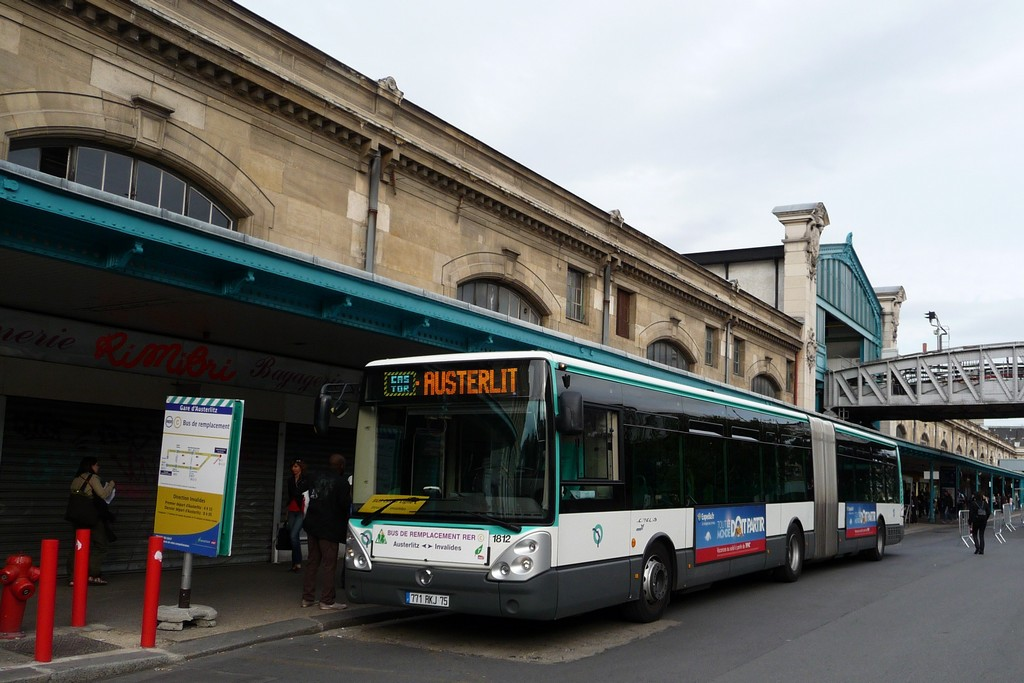
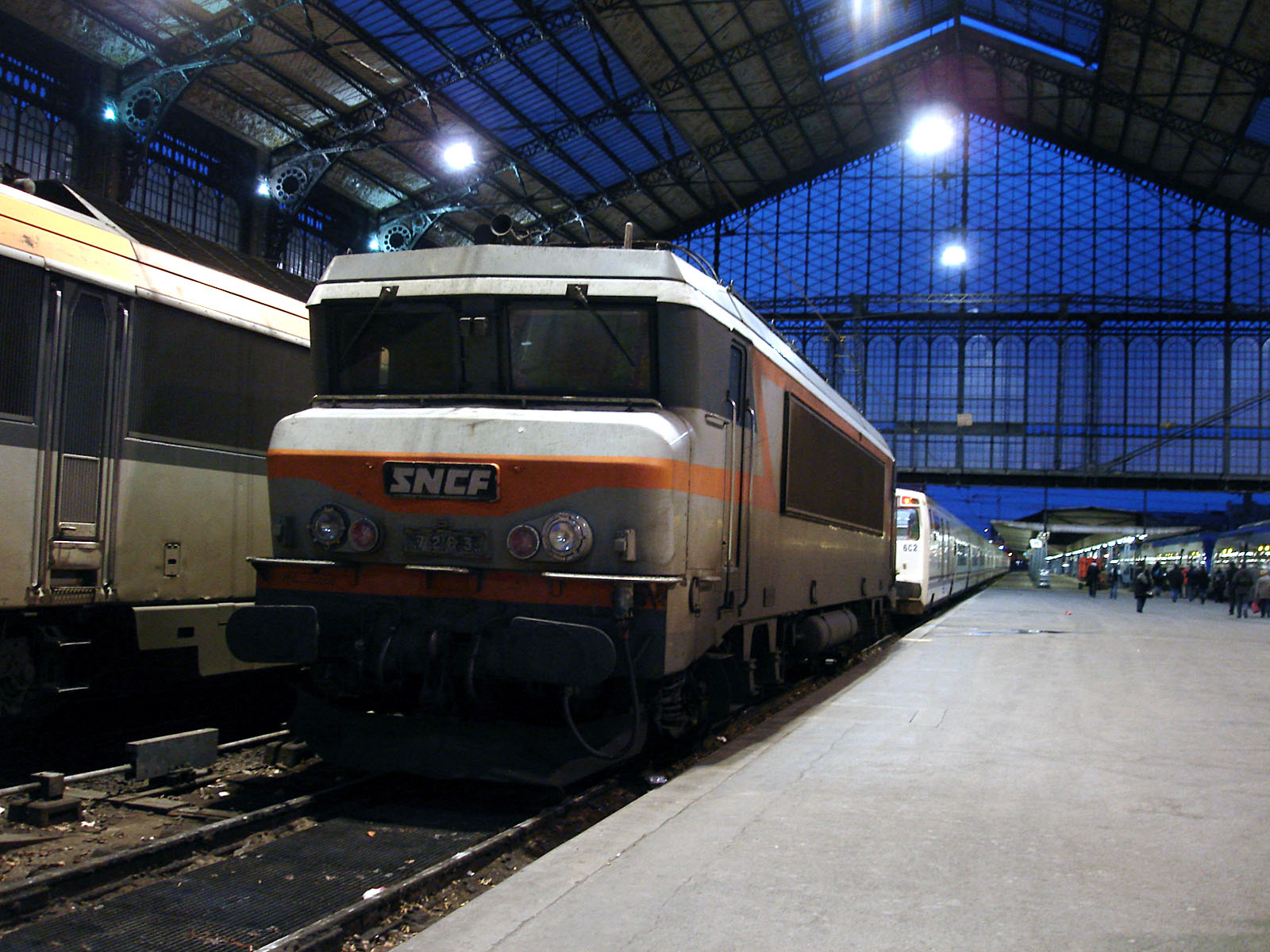
A csarnok belülről